# Stordator

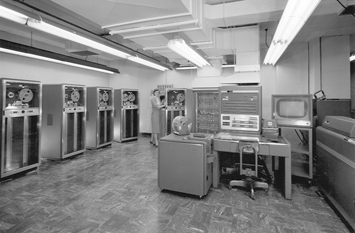
Stordatorn IBM 704, såld i 123 exemplar 1955–1960

En stordator är en typ av dator med större kapacitet än andra typer av datorer och datorkluster men inte så kraftfull som en superdator. Stordatorn kännetecknades av stabilitet och säkerhet.
IBM är i praktiken är den enda leverantören som finns kvar. 

## Användning

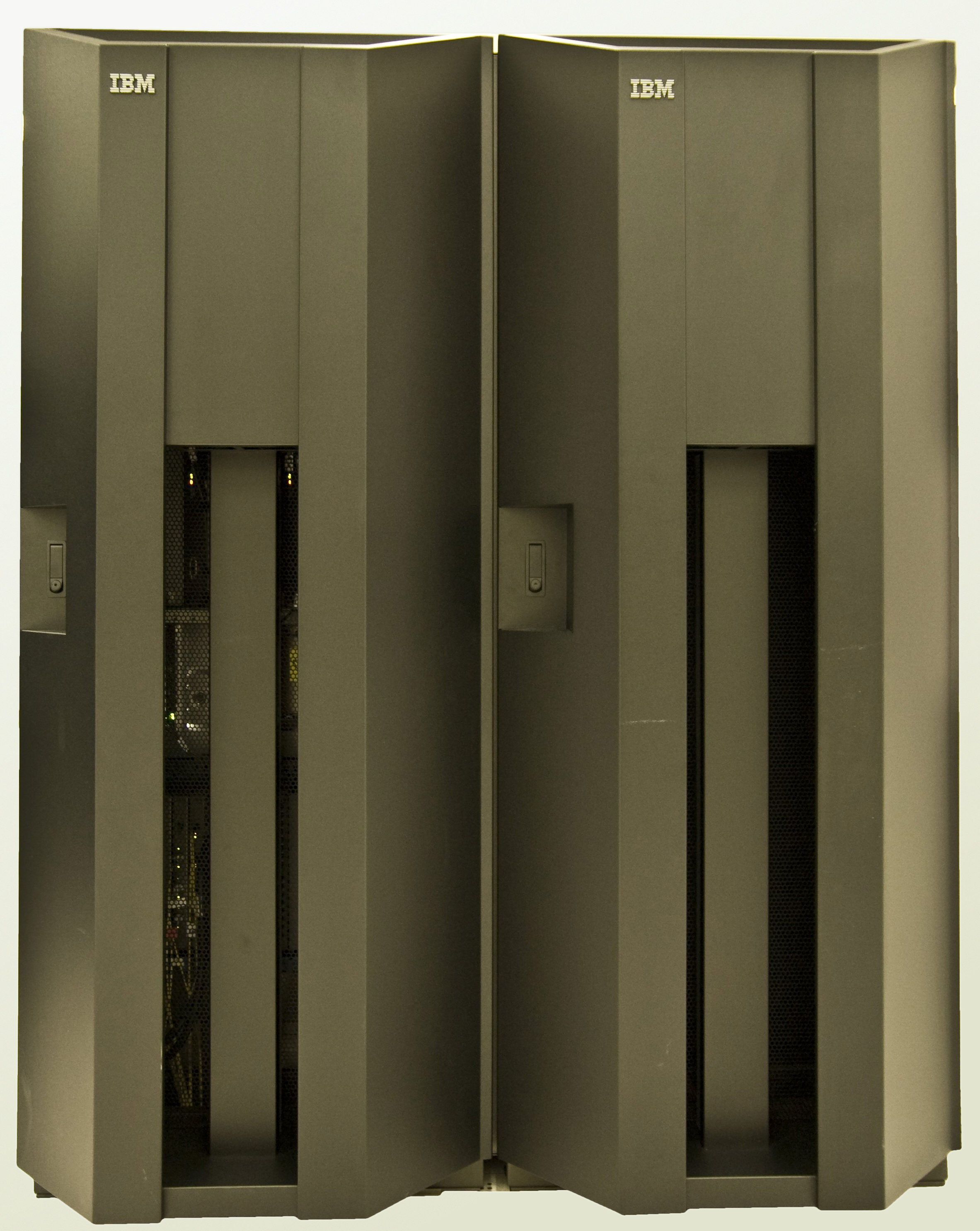
Baksidan av en IBM System z9 Typ 2094. System z9-serien introducerades år 2005.

Trots att det idag finns mycket snabba servrar som även går att koppla samman i kluster för hög processkapacitet, återstår några skäl till att stordatorn har överlevt. 
Traditionellt finns stordatorer hos större företag och i den offentliga sektorn. Banker och försäkringsbolag använder stordatorer. I vissa verksamheter där stopp ej kan tolereras används stordatorer, exempelvis i processindustri, flygtrafikledning och militära sammanhang. 
Eftersom IBM i praktiken är den enda tillverkaren som finns kvar, är miljön homogen. Delarna passar ihop, eftersom de har utvecklats för att fungera med varandra.  IBM:s stordatorer är byggda för att kunna köra virtuella maskiner. Detta är en fördel för exempelvis webbhotell, som erbjuder sådana för många kunder. Virtuella maskiner finns för vanliga ”mindre” datorer, men ett system ursprungligen planerat för sådana har fördelar bortom den större stabiliteten. 

## Operativsystem
IBM:s stordatorsystem heter System z och kör vanligtvis z/OS eller z/Linux.
Bulls operativsystem heter GCOS, vilket krävde underoperativet TOMAS för äldre versioner. GCOS8 har ett värdoperativ samt ett antal gästoperativsystem som konfigureras separat.

## Tillverkare
- Univac var från början en marknadsledare på stordatorsidan, med första Univac I 1951.
- Control Data Corporation, CDC, var på 70-talet fortfarande en seriös konkurrent.
- Burroughs var en annan amerikansk stordatortillverkare.
- Sperry-Remington Rand[förtydliga] (olika kombinationer av namnet har förekommit) var en amerikansk tillverkare, som gick ihop med Univac. Bolaget hette sedan Sperry-Univac.
- Amdahl gjorde IBM-kompatibla stordatorer med parallella processorer, uppköpt av Fujitsu 1997.
- Siemens gjorde IBM-kompatibla stordatorer. Den verksamheten flyttades över till Fujitsu, när detta bolag skapades av Fuji Electric och Siemens tillsammans.
- Unisys blev en efterföljare till Sperry-Univac och Burroughs efter en rad sammanslagningar och som fortfarande tillverkar datorer.
- Hitachi Data Systems, gjorde IBM-kompatibla stordatorer.
- IBM kvarstår idag (nästan) ensam.
- Honeywell Bull, som senare blev Bull, finns inte kvar i Sverige och Norden. 2002 tog Steria AB över. Bull finns dock kvar på andra ställen i världen.